# توماس بلوخ
توماس بلوخ (بالفرنسية: Thomas Bloch)‏ هو ملحن فرنسي، ولد في 1962 في كولمار في فرنسا.

## وصلات خارجية
- توماس بلوخ على موقع IMDb (الإنجليزية)
- توماس بلوخ على موقع ميوزك برينز (الإنجليزية)
- توماس بلوخ على موقع أول ميوزيك (الإنجليزية)
- توماس بلوخ على موقع ديسكوغز (الإنجليزية)